# Athemistus torridus
Athemistus torridus là một loài bọ cánh cứng trong họ Cerambycidae.